# Покровська ГКС – Отрадненський ГПЗ
Покровська ГКС – Отрадненський ГПЗ – газопровід, який здійснює видачі супутнього газу Покровської групи нафтових родовищ (Оренбурзька область). 
В 1975 році стала до ладу Покровська компресорна станція, що забезпечує транспортування супутнього газу Покровського, Сорочинсько-Нікольського, Ольховського та інших родовищ до розташованого на відстані біля ста тридцяти кілометрів (по прямій) Отрадненського газопереробного заводу. Газопровід між цими пунктами виконаний в діаметрі 530 мм та розрахований на робочий тиск у 1,2 МПа. 
Станом на 2010 рік по трубопроводу перекачували біля 0,2 млрд м3 на рік, що було на третину більше, аніж на момент запуску системи
До середини 2010-х реалізували проект, який передбачав підключення до ділянки Покровська ГКС – Отрадненський ГПЗ нових компресорних станцій на Пасмуровському та Рябіновому родовищах, що потребувало прокладання 47 км трубопроводів в діаметрі 219 мм. 
В 2013-му стала до ладу Покровська установка підготовки газу, після чого на Отрадненський ГПЗ стали відправляти лише об’єми, які вона не могла переробити.